# اسپانیا در المپیک تابستانی ۱۹۰۰
اسپانیا در بازی‌های المپیک تابستانی ۱۹۰۰ که در شهر پاریس برگزار شد، کاروان اسپانیا با ۸ ورزشکار در این رقابت‌ها شرکت کرد و موفق به کسب ۱ مدال (۱ طلا، ۰ نقره، ۰ برنز) شد. در جدول رتبه‌بندی توزیع مدال‌ها، اسپانیا در ردهٔ ۱۴ مسابقات قرار گرفت.